# پارک پاسادنا (میسوری)
پارک پاسادنا (به انگلیسی: Pasadena Park) یک روستا (ایالات متحده آمریکا) در ایالات متحده آمریکا است که در شهرستان سنت لوئیس، میزوری واقع شده‌است.
 پارک پاسادنا ۰٫۲۵ کیلومتر مربع مساحت و ۴۷۰ نفر جمعیت دارد و ۱۹۲ متر بالاتر از سطح دریا واقع شده‌است.